# Casole Bruzio
Casole Bruzio är en frazione och var en kommun i provinsen Cosenza i regionen Kalabrien i Italien. 
Casole Bruzio bildade 2017 tillsammans med de tidigare kommunerna Pedace, Serra Pedace, Spezzano Piccolo och Trenta den nya kommunen Casali del Manco. Dne tidigare kommunen hade 2 546 invånare i April 2017.